# Yu Lik-wai
Yu Lik-wai (余力爲, Yú Lìwéi, nascut el 12 d'agost de 1966), de vegades acreditat com a Nelson Yu, és un cinematògraf, director de cinema i ocasional productor de cinema de Hong Kong. Nascut a Hong Kong, Yu Lik-wai es va formar a l'INSAS de Bèlgica (Institut National Superieur des Arts de Spectacle) on es va llicenciar en cinematografia el 1994. Yu s'ha convertit en un puntal tant als cinemes de la Xina (on potser és més conegut per les seves col·laboracions amb el director Jia Zhangke) i Hong Kong.
Yu ha estat director de fotografia de gairebé totes les pel·lícules del director xinès Jia Zhangke i, juntament amb Jia, va fundar la seva pròpia companyia de producció cinematogràfica independent, Xstream Pictures.
Ha estat anunciat com a membre del jurat de les seccions Cinéfoundation i Curtmetratges del 65è Festival Internacional de Cinema de Canes.

## Filmografia

### Com a director de fotografia
| Any  | Títol anglès                         | Títol original          | Director                                                                           | Notes                                |
| ---- | ------------------------------------ | ----------------------- | ---------------------------------------------------------------------------------- | ------------------------------------ |
| 1996 | N/A                                  | L'heure grise           | Julian Selleron                                                                    | Curtmetratge                         |
| 1997 | Xiao Wu                              | 小武                    | Jia Zhangke                                                                        |                                      |
| 1999 | Ordinary Heroes                      | 千言萬語                | Ann Hui                                                                            |                                      |
| 2000 | In the Mood for Love                 | 花樣年華                | Wong Kar-wai                                                                       | Segona unitat                        |
| 2000 | Platform                             | 站台                    | Jia Zhangke                                                                        |                                      |
| 2001 | In Public                            | 公共场所                | Jia Zhangke                                                                        | Curtmetratge documental              |
| 2002 | Unknown Pleasures                    | 任逍遥                  | Jia Zhangke                                                                        |                                      |
| 2004 | The World                            | 世界                    | Jia Zhangke                                                                        |                                      |
| 2006 | Still Life                           | 三峡好人                | Jia Zhangke                                                                        |                                      |
| 2006 | Dong                                 | 东                      | Jia Zhangke                                                                        | Documental                           |
| 2006 | The Postmodern Life of My Aunt       | 姨媽的後現代生活        | Ann Hui                                                                            |                                      |
| 2007 | Getting Home                         | 落叶归根                | Zhang Yang                                                                         |                                      |
| 2007 | Useless                              | 无用                    | Jia Zhangke                                                                        | Documental                           |
| 2008 | Stories on Human Rights              | Stories on Human Rights | Jia Zhangke                                                                        | Segment "Black Breakfast" (黑色早餐) |
| 2008 | Ten Years                            | 十年                    | Jia Zhangke                                                                        | Curtmetratge                         |
| 2008 | 24 City                              | 二十四城记              | Jia Zhangke                                                                        |                                      |
| 2010 | I Wish I Knew                        | 海上传奇                | Jia Zhangke                                                                        | Documental                           |
| 2010 | Dream Home                           | 維多利亞壹號            | Pang Ho-cheung                                                                     |                                      |
| 2011 | Yulu                                 | 语路                    | Chen Tao, Chen Zhiheng, Jia Zhangke, Tan Chui Mui, Song Fang, Wang Zizhao, Wei Tie | Antologia documental                 |
| 2011 | Sauna on Moon                        | 嫦娥                    | Zou Peng                                                                           |                                      |
| 2011 | Love and Bruises                     | 花                      | Lou Ye                                                                             |                                      |
| 2011 | A Simple Life                        | 桃姐                    | Ann Hui                                                                            |                                      |
| 2011 | 3.11 A Sense of Home                 | 3.11 A Sense of Home    | Jia Zhangke                                                                        | Segment                              |
| 2011 | N/A                                  | 爱的联想                | Wang Jing, Chen Tao, Wei Xing                                                      | Documental short series              |
| 2013 | Forgetting to Know You               | 忘了去懂你              | Quan Ling                                                                          |                                      |
| 2013 | Beloved                              | 亲・爱                  | Li Xinman                                                                          |                                      |
| 2013 | A Touch of Sin                       | 天注定                  | Jia Zhangke                                                                        |                                      |
| 2015 | Cities in Love                       | 恋爱中的城市            | Dong Runnian                                                                       | Segment "Shanghai" (上海)            |
| 2015 | Mountains May Depart                 | 山河故人                | Jia Zhangke                                                                        |                                      |
| 2016 | The Hedonists                        | 营生                    | Jia Zhangke                                                                        | Curtmetratge                         |
| 2017 | Our Time Will Come                   | 明月幾時有              | Ann Hui                                                                            |                                      |
| 2017 | The Conformist                       | 冰之下                  | Cai Shangjun                                                                       |                                      |
| 2020 | Swimming Out Till the Sea Turns Blue | 一直游到海水变蓝        | Jia Zhangke                                                                        | Documental                           |
| 2020 | The Best Is Yet to Come              | 不止不休                | Wang Jing                                                                          |                                      |
| 2021 | Nian                                 | 阿年                    | Lulu Wang                                                                          | Curtmetratge                         |
| 2023 | Heaven and Hell                      | 一刀天堂                | Huang Chao-liang                                                                   |                                      |

### Com a director
| Any  | Títol anglès            | Títol original | Notes                     |
| ---- | ----------------------- | -------------- | ------------------------- |
| 1996 | Neon Goddesses          | 美麗的魂魄     | Documental                |
| 1999 | Love Will Tear Us Apart | 天上人間       | Entra a Canes             |
| 2003 | All Tomorrow's Parties  | 明日天涯       |                           |
| 2008 | Plastic City            | 蕩寇           |                           |
| 2024 | Wild Punch              | 终极格斗       | Co-director amb Wang Jing |